# 宮之城線
宮之城線（日语：／ Miyanojō sen */?）是一條由鹿兒島縣川內市（現時為薩摩川內市）川内站至鹿兒島縣大口市（現時為伊佐市）薩摩大口站的鐵路線。由日本國有鐵道營運，是一條地方交通線。經過國鐵再建法的施行而被指定為第2次特定地方交通線，在國鐵分割民營化前（1987年）停運。

## 路線資料
- 管轄（事業類別）：日本國有鐵道（第一種鐵道事業者）
- 路線（營運距離（日语：営業キロ））：川內－薩摩大口 66.1公里
- 軌距：1067毫米
- 站數：20個（包括起終點站）
- 複線路段：沒有（全線單線）
- 電氣化路段：沒有（全線非電氣化）
- 閉塞方式：通票閉塞式

## 運行狀況
在停用前，所有班次都是普通班次。一日中，在7班下行和5班上行來往川內至薩摩大口之間。其餘短途班次包括：川內至薩摩永野/宮之城/薩摩鶴田、宮之城至薩摩大口/薩摩鶴田、針持至薩摩大口。

## 使用車輛
- KiHa40系
- KiHa20系（日语：国鉄キハ20系気動車）

## 历史

### 川宮鐵道
- 1913年（大正2年）：川宮鐵道有限公司成立[3]。
- 1917年（大正6年）：開始建設川內至樋脇路段[3]。
- 1921年（大正10年）：由於第一次世界大戰，使原材料的價格上漲，建設工程中止。同年2月，川宮鐵道有限公司結業[3]。

### 國有化後
- 1923年（大正12年）：把舊有已建設的路段（川內至大口）國有化[3]。同年7月，建設工業再次開始[4]。
- 1924年（大正13年）10月20日：川內町至樋脇之間（13.4km）開通，名為宮之城線，新設楠元站、吉野山站、樋脇站。
- 1926年（大正15年）5月8日：樋脇至宮之城之間（15.9km）開通[5]，新設入來站、薩摩山崎站、宮之城站。
- 1934年（昭和9年）7月8日：宮之城至薩摩鶴田之間（7.6km）開通，新設佐志站、薩摩湯田站、薩摩鶴田站。同日開始使用汽油車運輸。
- 1935年（昭和10年）6月9日：薩摩鶴田至薩摩永野之間（10.6km）開通，新設薩摩求名站、薩摩永野站。
- 1935年（昭和10年）8月28日：新設廣橋站。
- 1936年（昭和11年）3月20日：新設薩摩白濱站。
- 1936年（昭和11年）6月5日：新設船木站[5]。
- 1937年（昭和12年）12月12日：薩摩永野至薩摩大口之間（18.6km）開通，宮之城線全通。新設針持站、西太良站、羽月站[6]。
- 1940年（昭和15年）10月1日：川內町站改名為川內站。
- 1958年（昭和33年）2月1日：開始使用柴油動車組運輸。
- 1959年（昭和34年）11月23日：新設上樋脇站。
- 1974年（昭和49年）12月16日：不再使用蒸汽機車運輸。
- 1984年（昭和59年）6月22日：指定為第2次特定地方交通線。列入停用鐵道線表中。
- 1986年（昭和61年）11月1日：全線 (66.1km) 貨物營運停止。
- 1987年（昭和62年）1月10日：全線停運 (66.1km)，由巴士代替鐵路服務。

## 車站列表
接駁路線的名稱，以及車站所在地都採用宮之城線停運前一刻的名稱。所有站位於鹿兒島縣內。
| 中文站名 | 日文站名 | 英文站名 | 站間距離 | 營業距離 | 接續路線                                 | 所在地                       |
| -------- | -------- | -------- | -------- | -------- | ---------------------------------------- | ---------------------------- |
| 川內     |          |          | -        | 0.0      | 日本國有鐵道：鹿兒島本線                 | 川內市（現·薩摩川內市）      |
| 薩摩白濱 |          |          | 5.1      | 5.1      |                                          | 川內市（現·薩摩川內市）      |
| 楠元     |          |          | 1.4      | 6.5      |                                          | 川內市（現·薩摩川內市）      |
| 吉野山   |          |          | 3.8      | 10.3     |                                          | 川內市（現·薩摩川內市）      |
| 樋脇     |          |          | 3.1      | 13.4     |                                          | 薩摩郡樋脇町（現薩摩川內市） |
| 上樋脇   |          |          | 2.2      | 15.6     |                                          | 薩摩郡樋脇町（現薩摩川內市） |
| 入來     |          |          | 3.1      | 18.7     |                                          | 薩摩郡入來町（現薩摩川內市） |
| 薩摩山崎 |          |          | 4.7      | 23.4     |                                          | 薩摩郡宮之城町（現薩摩町）   |
| 船木     |          |          | 3.0      | 26.4     |                                          | 薩摩郡宮之城町（現薩摩町）   |
| 宮之城   |          |          | 2.9      | 29.3     |                                          | 薩摩郡宮之城町（現薩摩町）   |
| 佐志     |          |          | 3.1      | 32.4     |                                          | 薩摩郡宮之城町（現薩摩町）   |
| 薩摩湯田 |          |          | 1.9      | 34.3     |                                          | 薩摩郡宮之城町（現薩摩町）   |
| 薩摩鶴田 |          |          | 2.6      | 36.9     |                                          | 薩摩郡鶴田町（現薩摩町）     |
| 薩摩求名 |          |          | 3.6      | 40.5     |                                          | 薩摩郡薩摩町（現薩摩町）     |
| 廣橋     |          |          | 2.7      | 43.2     |                                          | 薩摩郡薩摩町（現薩摩町）     |
| 薩摩永野 |          |          | 4.3      | 47.5     |                                          | 薩摩郡薩摩町（現薩摩町）     |
| 針持     |          |          | 7.4      | 54.9     |                                          | 大口市（現伊佐市）           |
| 西太良   |          |          | 4.6      | 59.5     |                                          | 大口市（現伊佐市）           |
| 羽月     |          |          | 2.8      | 62.3     |                                          | 大口市（現伊佐市）           |
| 薩摩大口 |          |          | 3.8      | 66.1     | 日本國有鐵道：山野線（1988年2月1日廢除） | 大口市（現伊佐市）           |